# Чёрная (приток Цны, притока Оки)
Чёрная — река в Шатурском районе Московской области России, левый приток Цны.
Исток — у деревни Малеиха, устье — примерно в 4 км ниже Шалаховского водохранилища, на границе с городским округом Егорьевск. В верхнем и нижнем течении имеет юго-западное направление, в среднем — северо-западное. Длина — 13 км, площадь водосборного бассейна — 121 км².

## Данные водного реестра
По данным государственного водного реестра России относится к Окскому бассейновому округу, водохозяйственный участок реки — Ока от города Коломна до города Рязань, речной подбассейн реки — бассейны притоков Оки до впадения Мокши. Речной бассейн реки — Ока.
Код объекта в государственном водном реестре — 09010102012110000024589.